# Matt Minto
Matthew "Matt" Minto es un actor neozelandés, conocido por haber interpretado a Isaac Worthington en la serie Shortland Street.

## Carrera
El 8 de marzo de 2010, se unió al elenco de la serie Shortland Street, donde interpretó al doctor Isaac John William Worthington el primo del doctor Chris Warner (Michael Galvin), hasta el 31 de marzo de 2011, después de que su personaje decidiera mudarse a la Filipinas.
En 2013 se unió al elenco de la serie The Blue Rose, donde interpretó a Simon Frost, el jefe de Rose Harper (Caren Pistorius) una joven que es asesinada bajo circunstancias misteriosas y con quien Simon mantenía una aventura. El 2 de septiembre del mismo año se unió al elenco recurrente de la popular serie australiana Home and Away, donde interpretó a Ethan MacGuire, el hermano de Zac MacGuire (Charlie Clausen) hasta el 27 de enero de 2014, después de que su personaje murió luego de entrar en un paro cardíaco luego de estar en una explosión ocasionada por Jade Montgomery.

## Filmografía[6]

### Series de televisión
| Año         | Serie              | Personaje         | Notas                                            |
| ----------- | ------------------ | ----------------- | ------------------------------------------------ |
| 2013 - 2014 | Home and Away      | Ethan MacGuire    | 11 episodios                                     |
| 2013        | The Blue Rose      | Simon Frost       | 13 episodios                                     |
| 2010 - 2011 | Shortland Street   | Isaac Worthington | 73 episodios                                     |
| 2010        | I Rock             | Jarrod            | episodio "Sgt. Pepper's Lonely Hearts Club Band" |
| 2006        | Down Under The Top | Toby              | episodio "Piloto"                                |

### Películas
| Año  | Título                 | Personaje     | Notas                                                                                             |
| ---- | ---------------------- | ------------- | ------------------------------------------------------------------------------------------------- |
| 2015 | Infini                 | Chief         | junto a Daniel MacPherson, Luke Ford, Bren Foster, Luke Hemsworth, Grace Huang & Dwaine Stevenson |
| 2011 | The Hack               | Dan           | corto                                                                                             |
| 2008 | Somewhere Only We Know | Doug          | corto - junto a Camille Keenan e Yvette Reid                                                      |
| 2008 | Until Death Do Us Part | Timu          | corto                                                                                             |
| 2006 | The Locket             | Hombre Inglés | corto                                                                                             |
| 2005 | Flight                 | Casper        | corto                                                                                             |
| 2004 | Blind Eye              | Mathew        | corto                                                                                             |
| 2004 | Sparrow                | Harry         | corto                                                                                             |
| 2003 | Glitter and Dust       | Derrin        | corto                                                                                             |

### Teatro
| Año  | Obra                       | Personaje       | Director (a)                    | Teatro               | Notas                                      |
| ---- | -------------------------- | --------------- | ------------------------------- | -------------------- | ------------------------------------------ |
| 2012 | Play House                 | Simon           | Luke Rogers                     | -                    | junto a Fiona Pepper                       |
| 2011 | The Collection             | James           | McKenzie Steel                  | Griffin Theatre      | -                                          |
| 2011 | Othello                    | Iago            | Jesse Peach                     | Peach Theatre        | junto a Robbie Magasiva & Morgana O'Reilly |
| 2009 | Poetry In Action           | -               | Andrew Bibby                    | -                    | -                                          |
| 2009 | Reeds Of Innocence         | Thorn           | Dave Letch                      | Darlinghurst Theatre | -                                          |
| 2009 | The Parricide              | Alyosha         | Dave Letch                      | Darlinghurst Theatre | -                                          |
| 2008 | Rabbit                     | Tom             | Bruce Phillips                  | Circa Theatre        | -                                          |
| 2006 | Edmond                     | Edmond          | Scott Williams                  | Impulse Theatre      | -                                          |
| 2006 | Les Liasons Dangereuses    | Valmont         | Scott Williams                  | Impulse Theatre      | -                                          |
| 2006 | Macbeth                    | Ross            | Tarek Iskander                  | Community20 Theatre  | -                                          |
| 2006 | Three Sisters              | Baron Tusenbach | Niki Flacks                     | Offstage Theatre     | -                                          |
| 2005 | Twelfth Night              | Sebastian       | Georgina Freeman                | Bedlam Theatre       | -                                          |
| 2004 | Moving Pictures            | -               | -                               | -                    | -                                          |
| 2003 | Theatrelab Series          | Robbie Slater   | Robert Benedetti & Cicely Berry | -                    | -                                          |
| 2002 | Cream Of Cult              | -               | Dean Carey & Brett Wood         | -                    | -                                          |
| 2002 | Fool For Love              | Eddie           | Dean Carey                      | -                    | -                                          |
| 2002 | Hamlet                     | Hamlet          | Sylvia Rands & Gale Edwards     | -                    | -                                          |
| 2002 | The Blind Giant Is Dancing | Allen           | Dean Carey                      | -                    | -                                          |
| 2002 | The Seagull                | Kostia          | Andrew Lloyd & Matt Edmond      | -                    | -                                          |
| 2001 | Sweet Phoebe               | razerF          | Andrew Lloyd                    | -                    | -                                          |

## Premios y nominaciones
| Año  | Categoría   | Premio                     | Serie            | Resultado |
| ---- | ----------- | -------------------------- | ---------------- | --------- |
| 2011 | Rising Star | TV Guide Best On Box Award | Shortland Street | Nominado  |